# Adolf Rading
Adolf Rading (Berlijn, 2 maart 1888 – Londen, 4 april 1957) was samen met Heinrich Lauterbach de initiatiefnemer van de WuWa, de Wohnung und Werkraumausstellung, die gehouden werd in 1929 te Breslau.
Rading studeerde architectuur aan de stedelijke Academie voor Bouwkunst te Berlijn, en werkte daarna onder andere bij August Endell, Peter Behrens en Albert Gessner. Van 1918 tot 1932 was hij eerst docent, later hoogleraar aan de Academie voor Kunst en Toegepaste Kunsten in Breslau. Samen met Hans Scharoun en Paul Kruchen richtte hij in 1926 een eigen architectenbureau in Berlijn op. 
De tentoonstellingen van de Deutsche Werkbund in Stuttgart (1927) en  de WuWa in Breslau (1929) mochten op bijdragen van Adolf Rading rekenen. Ook ontwierp hij gebouwen in onder andere Berlijn (appartementen in Berlijn-Lichtenberg), Königsberg en Keulen.
Na de machtsovername door de Nazi's verhuisde Adolf Rading naar Zuid-Frankrijk, en later emigreerde hij naar Palestina. Vanaf 1943 was hij de stadsbouwmeester van Haifa. Ten slotte volgde in 1950 nog een verhuizing naar Londen, waar hij in 1957 stierf.
Zowel op het WuWa-terrein als elders in Wrocław zijn nog bouwwerken, ontworpen door Adolf Radfng te zien. Bekend is onder andere de apotheek, genaamd “De Moor” aan de Zoutmarkt te Wrocław (een uiterst modern gebouw te midden van klassieke en barokke gevels) en de oorspronkelijk voor de Odd Fellows van Breslau gebouwde loge, nu bioscoop Lwow.

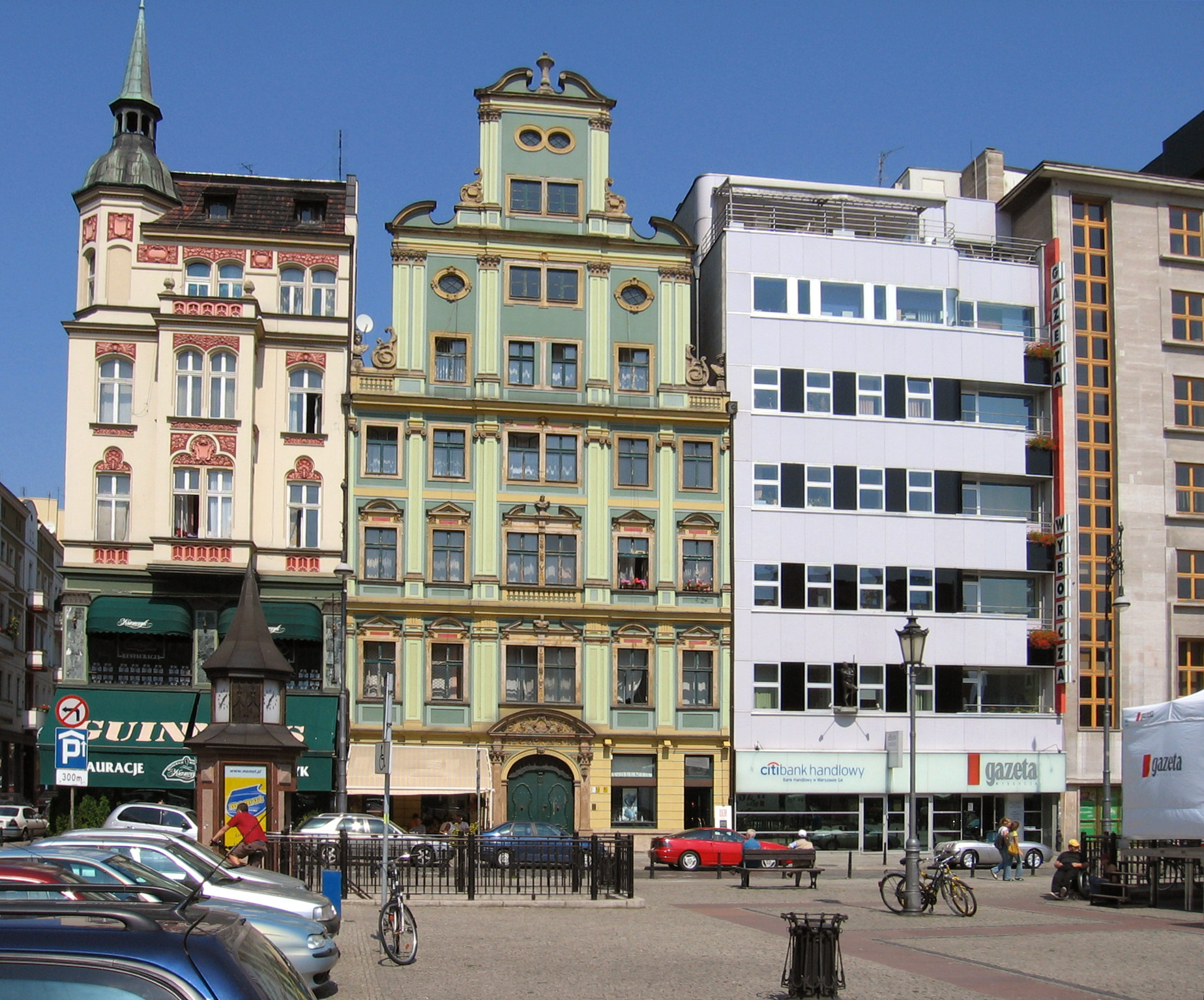
gevel van apotheek “De Moor”, nu de redactie van een Poolse krant en zetel van een bankkantoor, Wrocław
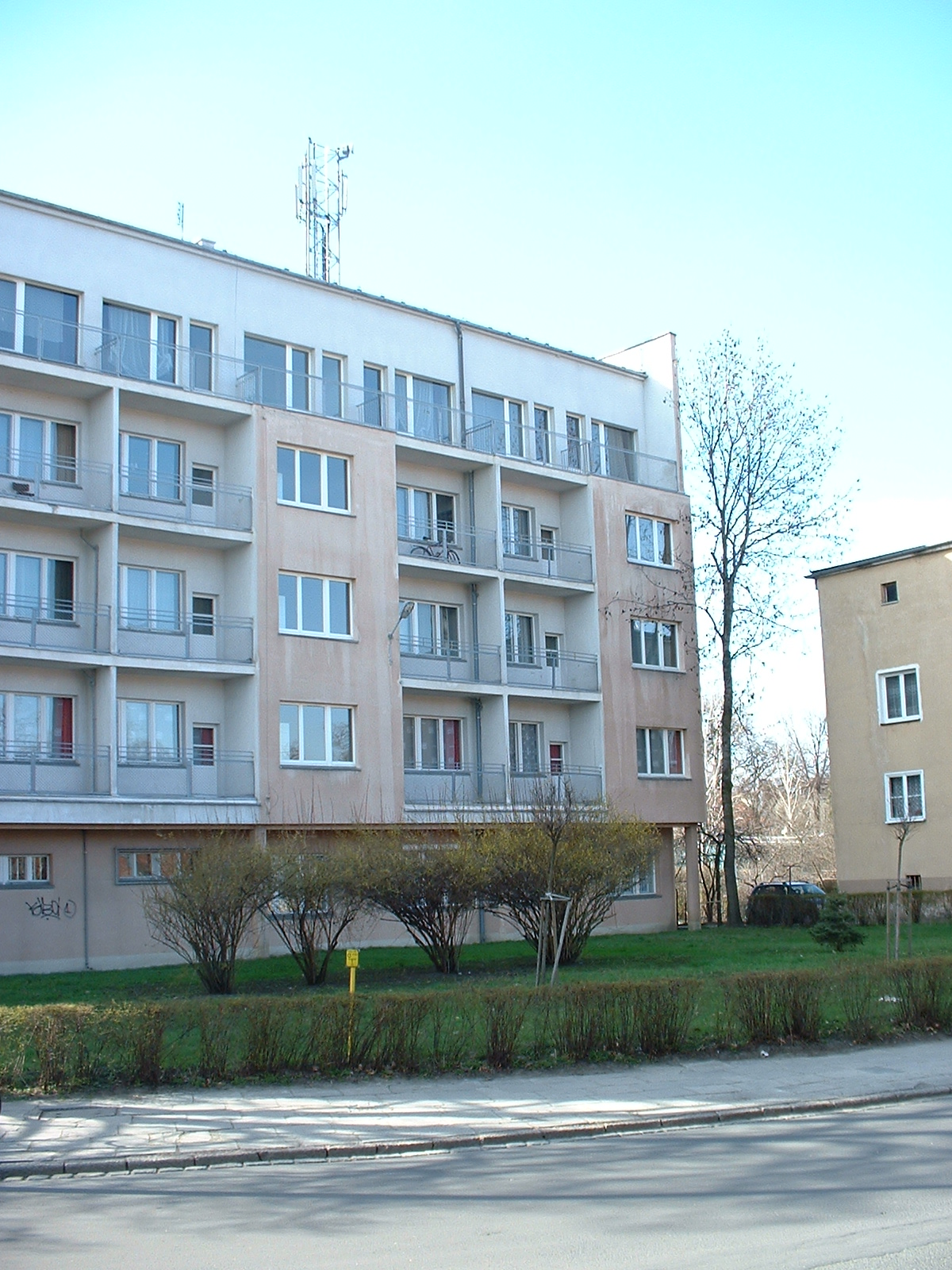
oostgevel van appartementencomplex nr. 7, WuWa 1929, van Adolf Rading (nu sterk verbouwd)
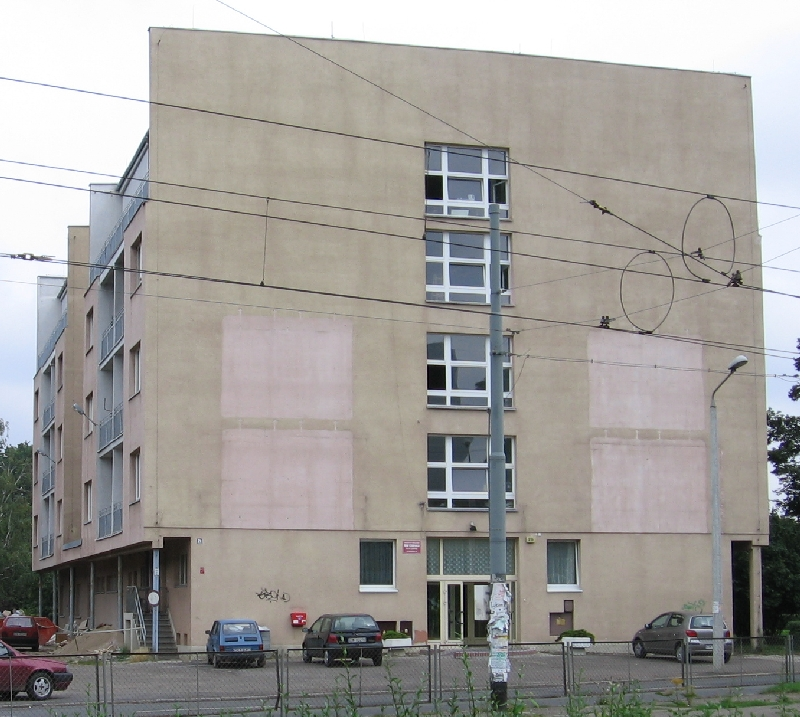
zijgevel van appartementencomplex nr. 7, WuWa 1929, van Adolf Rading (sterk verbouwd, en nu een studentenwooncomplex)

## Publicatie
- A. Rading (16 juni 1923) ‘Nieuwe tijden - Nieuwe wegen’, Architectura, 27e jaargang, nummer 22, pp. 119–123.[1],[2] en[3]

- Bibliothèque nationale de France: cb12860993c (data)
- Gemeinsame Normdatei: 119092301
- International Standard Name Identifier: 0000 0000 7361 4880
- Library of Congress Control Number: n94052665
- Nationale Bibliotheek van Israël: 987007439095805171
- SNAC: w6wq0cvw
- Système universitaire de documentation: 095212698
- Union List of Artist Names: 500017472
- Virtual International Authority File: 1085148997584359870002
- WorldCat: E39PBJp69XgDf3xT3mtqdcXcfq